# Diseñador

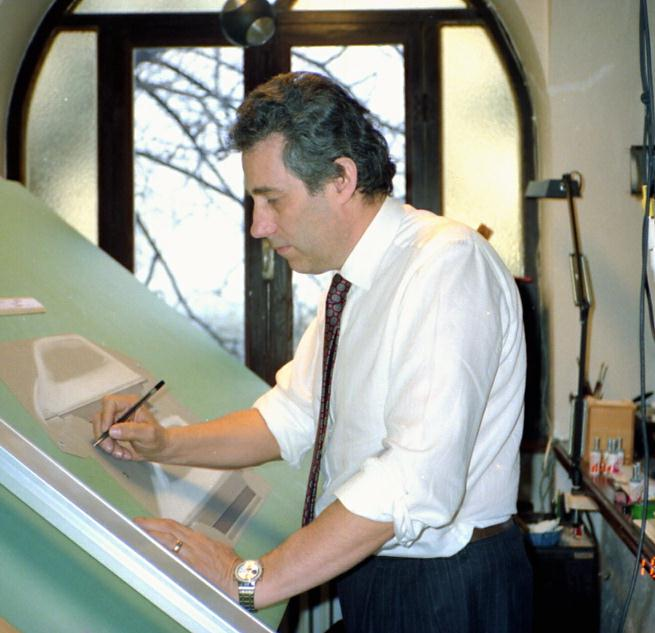
Diseñador en proceso de diseño

Un diseñador es un profesional que ejerce la profesión del diseño. Un profesional de este tipo puede dedicarse o especializarse en una gran variedad de objetos o áreas del diseño. Los diseñadores son desarrollo, en cuanto al proyecto, de un objeto, producto, o concepto. 
Los diseñadores trabajan según un proceso de diseño que comienza con la interpretación o detección de un problema o necesidad y culminan con la producción o construcción de la solución a este problema. En este proceso intervienen, entre muchas otras, habilidades que se relacionan con el manejo y conocimiento de las ciencia, auxiliares del diseño la  tecnología, la psicología, la forma, la ergonomía, el lenguaje, la comunicación visual, la cultura general y una gran capacidad creativa.

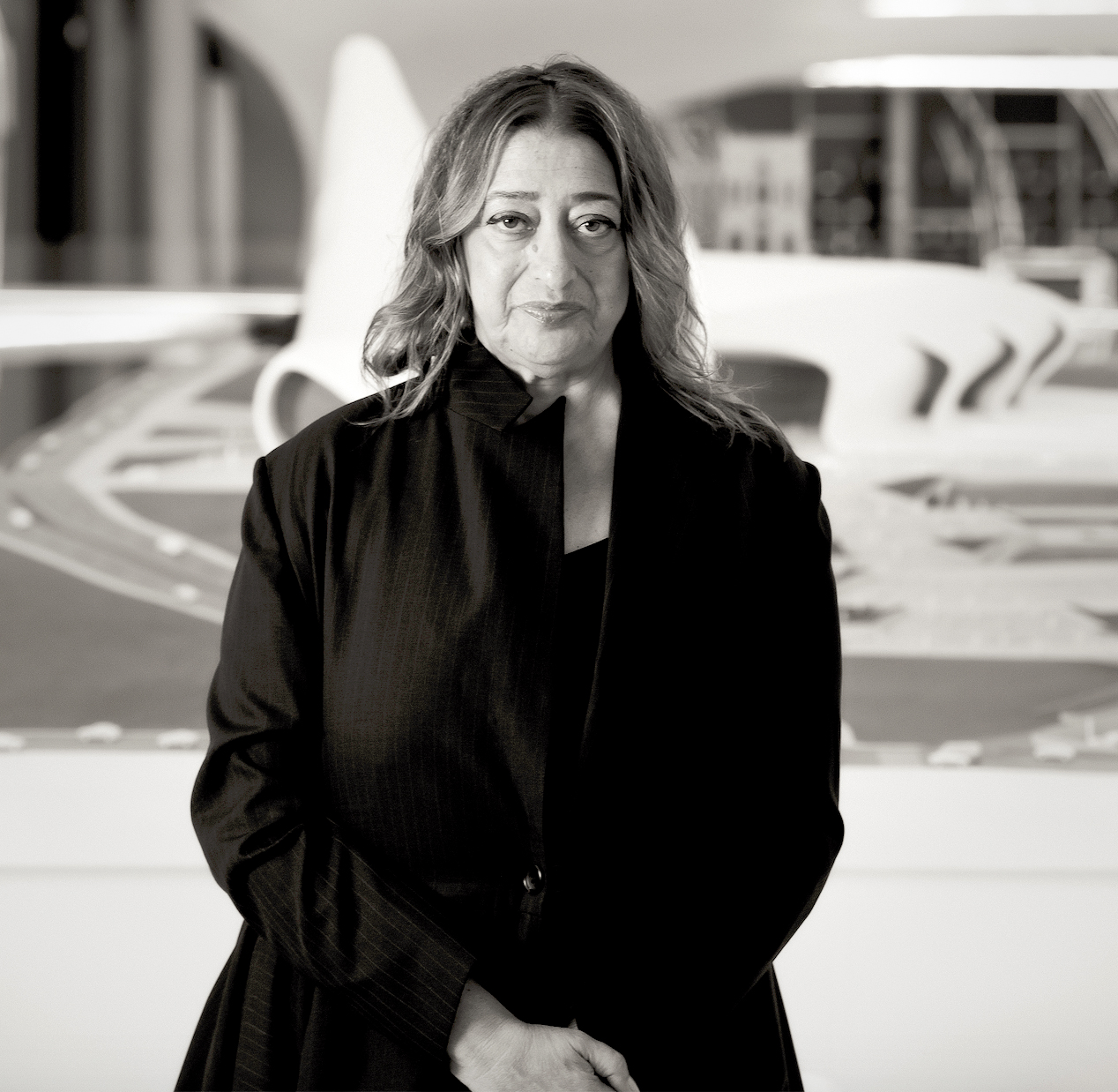
Zaha Hadid, arquitecta y diseñadora.1950-2016.

Normalmente el ejercicio de la actividad implica un contrato profesional entre el diseñador y el cliente, que suele ser un fabricante o una empresa, aunque también la puede desarrollar por cuenta propia y sin relación de dependencia, tanto en equipo como individualmente. En todo los casos la práctica conlleva una gran responsabilidad y dominio de las implicancias éticas del ejercicio.
Algunos diseñadores profesionales también integran equipos de investigación y desarrollo, ya sea en el área pública como la privada, y además pueden dedicarse, ya no el desarrollo, a la gestión, la tasación y supervisión de un proyecto de diseño.
Otros profesionales del diseño también se dedican a la docencia formando nuevos diseñadores en diferentes universidades e institutos.
El diseño es un área de la actividad humana muy amplia. Los diseñadores suelen especializarse o formarse en una rama específica:
- Arquitectura (véase Arquitecto).
- Diseño industrial.
- Diseño de producto.
- Diseño de indumentaria y textil.
- Diseño de joyas.
- Diseño del paisaje (véase Paisajismo).
- Diseño gráfico (véase Diseñador gráfico).
- Diseño interior.
- Diseño multimedia.
- Diseño de videojuegos.
- Diseño audiovisual.
- Diseño de modas.
- Diseño y comunicación visual[1][2]
- Ingeniería.